# Xã Spencer, Quận DeKalb, Indiana
Xã Spencer (tiếng Anh: Spencer Township) là một xã thuộc quận DeKalb, tiểu bang Indiana, Hoa Kỳ. Năm 2010, dân số của xã này là 1.233 người.